# Головинское (Ростовский район)
Головинское — деревня в составе сельского поселения Семибратово Ростовского района Ярославской области.
Население на 1 января 2007 года — 16 человек.

## Предание
Согласно преданию, в древности на этом местe жил верховный жрец Богомил, имевший дочь Пимну, обращенную в христианство некиим мудрецом Крепкосмыслом. За принятие христианства Пимна была потом убита своим отцом, который при этом и самого себя лишил жизни (Рукоп. Артынова).

## История
В начале XVIII века деревней владел князь Борис Иванович Куракин.
Во второй половине XIX века деревня относилась к Приимковской волости Ростовского уезда Ярославской губернии. В 1885 году описана как владельческая деревня прихода села Приимкова в 15 верстах от уездного города. В деревне имелось 30 дворов с 81 жителем и 81 наделом, колодцы. Отмечалось, что в Троицын день в деревне бывает многолюдное гулянье.

## Известные уроженцы и жители
- Хохрин, Савва Николаевич (род. 11 апреля 1927, Головинское) — советский учёный-зоотехник, доктор сельскохозяйственных наук, профессор. Родился в Головинском в семье крестьянина.

## Источник
- А. А. Титов. Ростовский уезд Ярославской губернии